# Campeonato de Escocia de Rugby 2006-07
El Campeonato de Escocia de Rugby (Premiership One) de 2006-07 fue la 34° edición del principal torneo de rugby de Escocia.

## Sistema de disputa
El torneo se disputó en formato de todos contra todos en la que cada equipo enfrentó a cada uno de sus rivales.
El equipo que al finalizar el torneo obtuviera mayor cantidad de puntos, se coronó como campeón del torneo, mientras que el último desciende a segunda división.

## Clasificación
| Pos. | Equipo                 | Encuentros | Encuentros | Encuentros | Encuentros | Tantos | Tantos | Tantos | Puntos |
| Pos. | Equipo                 | PJ         | PG         | PE         | PP         | F      | C      | Dif    | Puntos |
| ---- | ---------------------- | ---------- | ---------- | ---------- | ---------- | ------ | ------ | ------ | ------ |
| 1.º  | Currie Chieftains      | 18         | 14         | 0          | 4          | 566    | 333    | +233   | 67     |
| 2.º  | Ayr RFC                | 18         | 12         | 1          | 5          | 390    | 255    | +135   | 61     |
| 3.º  | Watsonians             | 18         | 12         | 0          | 6          | 466    | 325    | +141   | 58     |
| 4.º  | Heriot's FP            | 18         | 10         | 0          | 8          | 441    | 353    | +88    | 52     |
| 5.º  | Glasgow Hawks          | 18         | 10         | 0          | 8          | 414    | 333    | +81    | 51     |
| 6.º  | Boroughmuir RFC        | 18         | 7          | 1          | 10         | 464    | 501    | -37    | 42     |
| 7.º  | Melrose RFC            | 18         | 9          | 0          | 9          | 357    | 427    | -70    | 42     |
| 8.º  | Dundee HSFP            | 18         | 8          | 0          | 10         | 359    | 424    | -65    | 39     |
| 9.º  | Hawick RFC             | 18         | 5          | 0          | 13         | 251    | 450    | -199   | 26     |
| 10.º | Aberdeen Grammar Rugby | 18         | 2          | 0          | 16         | 292    | 599    | -307   | 11     |

|  | Campeón.    |
|  | Descendido. |

| Bandera de Escocia        |
| Campeón Currie Chieftains |
| Primer título             |